# Cagliari Calcio 1992-1993

## Stagione
Nella Stagione 1992-1993 il Cagliari di Massimo Cellino, sempre affidato al tecnico Carlo Mazzone disputa un sontuoso campionato, raccoglie 37 punti e si piazza in sesta posizione. Un percorso lineare e senza sussulti, con 18 punti fatti nel girone di andata e 19 nel ritorno. In Coppa Italia i sardi superano nel primo turno la Sambenedettese, nel secondo eliminano l'Udinese, nel terzo escono dal torneo eliminati dal Milan.

## Rosa
| N. |                    | Ruolo | Calciatore         |
| -- | ------------------ | ----- | ------------------ |
|    | Italia (bandiera)  | P     | Mario Ielpo        |
|    | Italia (bandiera)  | P     | Nicola Dibitonto   |
|    | Italia (bandiera)  | P     | Guido Nanni        |
|    | Italia (bandiera)  | P     | Alessio Scarpi     |
|    | Italia (bandiera)  | D     | Gianluca Festa     |
|    | Italia (bandiera)  | D     | Vittorio Pusceddu  |
|    | Italia (bandiera)  | D     | Matteo Villa       |
|    | Italia (bandiera)  | D     | Nicolò Napoli      |
|    | Italia (bandiera)  | D     | Aldo Firicano      |
|    | Italia (bandiera)  | D     | Francesco Bellucci |
|    | Italia (bandiera)  | D     | Giuseppe Pancaro   |
|    | Italia (bandiera)  | C     | Francesco Moriero  |
|    | Uruguay (bandiera) | C     | José Oscar Herrera |

| N. |                    | Ruolo | Calciatore                     |
| -- | ------------------ | ----- | ------------------------------ |
|    | Italia (bandiera)  | C     | Marco Sanna                    |
|    | Italia (bandiera)  | C     | Massimiliano Cappioli          |
|    | Italia (bandiera)  | C     | Gianluca Gaudenzi              |
|    | Italia (bandiera)  | C     | Gianfranco Matteoli (capitano) |
|    | Italia (bandiera)  | C     | Pierpaolo Bisoli               |
|    | Italia (bandiera)  | C     | Vincenzo Bevo                  |
|    | Italia (bandiera)  | C     | Vincenzo Marchese              |
|    | Uruguay (bandiera) | C     | Marcelo Tejera                 |
|    | Belgio (bandiera)  | A     | Luís Oliveira                  |
|    | Uruguay (bandiera) | A     | Enzo Francescoli               |
|    | Italia (bandiera)  | A     | Giorgio Bresciani              |
|    | Italia (bandiera)  | A     | Antonio Criniti                |
|    | Italia (bandiera)  | A     | Luigi Molino                   |

## Divise e sponsor

Il neoacquisto Luís Oliveira con la maglia casalinga

Viene introdotto lo sponsor Pecorino Sardo. la Umbro mantiene invariata la prima maglia, la seconda presenta un collo a laccetti similare a quello degli anni '70. Viene inoltre realizzata un'inedita divisa di colore azzurro.
| Casa | Trasferta | terza divisa |

## Risultati

### Serie A

#### Girone di andata
| Cagliari 6 settembre 1992 1ª giornata | Cagliari        | 0 – 0 referto | Juventus | Stadio Sant'Elia\| Arbitro: \| Cesari (Genova) \| |
| Arbitro:                              | Cesari (Genova) |               |          |                                                   |

| Arbitro: | Felicani (Bologna) |

|                                        |           |              |
| A. Bianchi 7’ Bergomi 17’ Shalimov 90’ | Marcatori | 53’ Oliveira |

| Arbitro: | Nicchi (Arezzo) |

|              |           |             |
| Cappioli 75’ | Marcatori | 84’ Signori |

| Arbitro: | Bazzoli (Merano) |

|                     |           |                           |
| Ganz 57’ Bordin 69’ | Marcatori | 73’ (aut.) S. De Agostini |

| Arbitro: | Stafoggia (Pesaro) |

|              |           |  |
| Pusceddu 48’ | Marcatori |  |

| Arbitro: | Boggi (Salerno) |

|                        |           |  |
| Corini 14’, 38’ (rig.) | Marcatori |  |

| Arbitro: | Cinciripini (Ascoli Piceno) |

|  |           |                           |
|  | Marcatori | 6’ Pusceddu 15’ N. Napoli |

| Arbitro: | Bettin (Padova) |

|                              |           |               |
| Francescoli 39’ Oliveira 90’ | Marcatori | 57’ Batistuta |

| Arbitro: | Rosica (Roma) |

|                         |           |                                         |
| Padovano 9’ Panucci 20’ | Marcatori | 16’ N. Napoli 61’ Pusceddu 78’ Oliveira |

| Arbitro: | Ceccarini (Livorno) |

|  |           |            |
|  | Marcatori | 74’ Brolin |

| Arbitro: | Collina (Viareggio) |

|  |           |              |
|  | Marcatori | 13’ Firicano |

| Arbitro: | Cinciripini (Ascoli Piceno) |

|                 |           |  |
| Francescoli 63’ | Marcatori |  |

| Arbitro: | Luci (Firenze) |

|                       |           |              |
| Balbo 62’, 72’ (rig.) | Marcatori | 88’ Pusceddu |

| Cagliari 3 gennaio 1993 14ª giornata | Cagliari           | 0 – 0 referto | Torino | Stadio Sant'Elia\| Arbitro: \| Fabricatore (Roma) \| |
| Arbitro:                             | Fabricatore (Roma) |               |        |                                                      |

| Arbitro: | Brignoccoli (Ancona) |

|                  |           |  |
| Papin 54’ (rig.) | Marcatori |  |

| Arbitro: | Chiesa (Milano) |

|              |           |                      |
| Cappioli 24’ | Marcatori | 78’ (rig.) Di Biagio |

| Arbitro: | Mughetti (Cesena) |

|  |           |             |
|  | Marcatori | 76’ Moriero |

#### Girone di ritorno
| Arbitro: | Rodomonti (Teramo) |

|                             |           |                       |
| R. Baggio 19’ Casiraghi 87’ | Marcatori | 48’ (aut.) Torricelli |

| Cagliari 7 febbraio 1993 19ª giornata | Cagliari           | 0 – 0 referto | Inter | Stadio Sant'Elia\| Arbitro: \| Sguizzato (Verona) \| |
| Arbitro:                              | Sguizzato (Verona) |               |       |                                                      |

| Arbitro: | Pairetto (Nichelino) |

|           |           |                           |
| Fuser 36’ | Marcatori | 45’ Cappioli 60’ Firicano |

| Arbitro: | Collina (Viareggio) |

|                           |           |             |
| Cappioli 34’ Oliveira 68’ | Marcatori | 83’ Perrone |

| Arbitro: | Quartuccio (Torre Annunziata) |

|                 |           |              |
| G. Giannini 27’ | Marcatori | 57’ Cappioli |

| Arbitro: | Cardona (Milano) |

|  |           |                     |
|  | Marcatori | 24’, 69’ R. Mancini |

| Arbitro: | Trentalange (Torino) |

|                                      |           |                |
| Criniti 32’ Moriero 45’ Cappioli 64’ | Marcatori | 84’ M. Paganin |

| Arbitro: | Stafoggia (Pesaro) |

|                            |           |              |
| Batistuta 65’ Di Mauro 67’ | Marcatori | 11’ Cappioli |

| Arbitro: | Boggi (Salerno) |

|                                       |           |  |
| Pusceddu 8’, 66’ Signorini 39’ (aut.) | Marcatori |  |

| Arbitro: | Chiesa (Milano) |

|                                              |           |             |
| Firicano 16’ (aut.) Minotti 39’ Asprilla 56’ | Marcatori | 24’ Herrera |

| Arbitro: | Borriello (Mantova) |

|                                       |           |  |
| Oliveira 25’ Firicano 47’ Moriero 80’ | Marcatori |  |

| Arbitro: | Cesari (Genova) |

|          |           |  |
| Zola 86’ | Marcatori |  |

| Arbitro: | Nicchi (Arezzo) |

|            |           |            |
| Bisoli 45’ | Marcatori | 66’ Branca |

| Arbitro: | Beschin (Legnago) |

|  |           |                                                            |
|  | Marcatori | 5’ Firicano 10’, 65’ Francescoli 77’ Pusceddu 90’ Oliveira |

| Arbitro: | Baldas (Trieste) |

|                |           |             |
| Francescoli 4’ | Marcatori | 33’ Massaro |

| Arbitro: | Fabricatore (Roma) |

|              |           |                 |
| Mandelli 48’ | Marcatori | 66’ Francescoli |

| Arbitro: | Arena (Ercolano) |

|                                                   |           |  |
| Bisoli 1’ Oliveira 5’ Moriero 42’ Francescoli 84’ | Marcatori |  |

### Primo Turno
| Arbitro: | Quartuccio (Torre Annunziata) |

|  |           |                 |
|  | Marcatori | 36’ Francescoli |

### Secondo Turno
| Arbitro: | Collina (Viareggio) |

|                          |           |  |
| Moriero 47’ Oliveira 90’ | Marcatori |  |

| Arbitro: | Felicani (Bologna) |

|                                      |           |                                                       |
| Branca 40’ Calori 55’ Nappi 85’, 87’ | Marcatori | 24’ Herrera 33’ Oliveira 79’ Firicano 90’ Francescoli |

### Terzo Turno
| Arbitro: | Bettin (Padova) |

|                            |           |  |
| Papin 25’, 26’ Lentini 63’ | Marcatori |  |

| Cagliari 28 ottobre 1992 Ritorno | Cagliari           | 0 – 0 | Milan | Stadio Sant'Elia\| Arbitro: \| Rodomonti (Teramo) \| |
| Arbitro:                         | Rodomonti (Teramo) |       |       |                                                      |